# الدين في إندونيسيا
الأديان في إندونيسيا (2010)

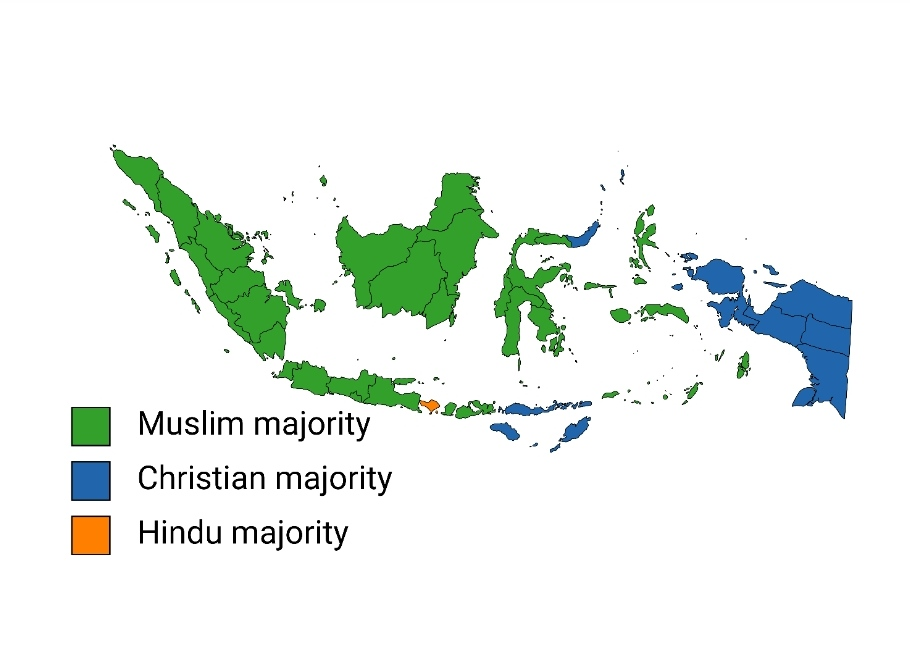
الخريطة مناسبة لموضوع المقالة باعتبارها تتضمن توزع الديانات على مناطق اندونيسيا

أديان أندونيسيا هم الأديان الموجودة في دولة أندونيسيا، وتعتبر أندونيسيا دولة إسلامية، والدين الأكثر شيوعيًا فيها هو الإسلام.
رغم أن الدستور الإندونيسي يقر الحرية الدينية  فإن الحكومة تعترف رسمياً بستة أديان فقط هي:
1. الإسلام
2. البروتستانتية
3. الكاثوليكية
4. الهندوسية
5. البوذية
6. الكونفوشيوسية[3]

إندونيسيا هي الدولة الأكبر في العالم من حيث عدد السكان المسلمين، 88.1٪ من الإندونيسيين هم مسلمون وفقاً لتعداد عام 2000. وفي 21 أيار 2011 أنشئ مجلس بين السنة والشيعة الاندونيسية (MUHSIN). يهدف المجلس إلى عقد اللقاءات والحوارات والأنشطة الاجتماعية، وكان رداً على العنف المرتكب باسم الدين. غالبية المسلمين في إندونيسيا هم من السنة، ونسبة 9٪ من السكان هم مسيحيون و3٪ هندوس، و2٪ بوذيون أو أقليات أخرى. معظم الهندوس الإندونيسيون هي باليون، ومعظم البوذيين الحاليين في إندونيسيا هم من العرقية الصينية. وعلى الرغم من الأقليات الدينية الهندوسية والبوذية فإن تأثيرها ما زال ظاهراً في الثقافة الإندونيسية. دخل الإسلام لأول مرة في إندونيسيا في شمال سومطرة في القرن الثالث عشر الميلادي، من خلال تأثير التجار، وأصبح الدين السائد في البلاد في القرن السادس عشر. ووصلت الكاثوليكية الرومانية إلى إندونيسيا من قبل المستعمرين والمبشرين البرتغاليين الأوائل، وانتشرت البروتستانتية إلى حد كبير نتيجة الجهود كالفينية واللوثرية التبشيرية الهولندية خلال فترة استعمار البلاد. وهناك نسبة كبيرة من الإندونيسيين يدينون بديانات أخرى مثل الأباغان الجاوية والهندوس الباليون، والمسيحيين الداياك والقليل من أرثودكس، إضافة إلى مذهب التوفيق بين الأديان، والذي يعتمد على مشاركة وتوافق العادات والتقاليد والمعتقدات.
إندونيسيا هي دولة علمانية دستوريا والمبدأ الأول من الأساس اندونيسيا الفلسفي، البانكاسيلا.